# Ordre national du Mérite (Roumanie)
Pour les articles homonymes, voir Ordre du Mérite.
L'ordre du Mérite (en roumain : Ordinul Național Pentru Merit) est une décoration de roumanie.

## Critères
L'ordre national du mérite permet de récompenser les citoyens civil ou militaire ayant contribution à rendre des services à la nation: 
- Maintenir l'indépendance, la souveraineté, l'unité territoriale et l'intégrité de l'État roumain
- Développer l'économie nationale
- Faire des réalisations majeurs dans les domaines de la science, de l'art ou de la culture
- Contribuer au développement des relations entre la Roumanie et d'autres pays ou organisations internationales
- Service militaire méritoire organisant et gérant des opérations militaires
- Actes commis sur le champ de bataille ou lors de conflits militaires

L'obtention de la médaille ne permet pas d'entrer dans l'ordre.

## Rubans
| Type      | Grand-croix | Grand officier | Commandeur | Officier | Chevalier | Médaille |
| --------- | ----------- | -------------- | ---------- | -------- | --------- | -------- |
| Civil     |             |                |            |          |           |          |
| Militaire |             |                |            |          |           |          |